# Ambutrix
Ambutrix ist eine Gemeinde in Frankreich. Sie gehört zur Region Auvergne-Rhône-Alpes, zum Département Ain, zum Arrondissement Belley und zum Kanton Ambérieu-en-Bugey. Sie grenzt im Norden an Saint-Denis-en-Bugey, im Nordosten an Bettant, im Südosten und im Süden an Vaux-en-Bugey, im Südwesten an Lagnieu (Berührungspunkt) und im Westen an Leyment.

## Bevölkerungsentwicklung

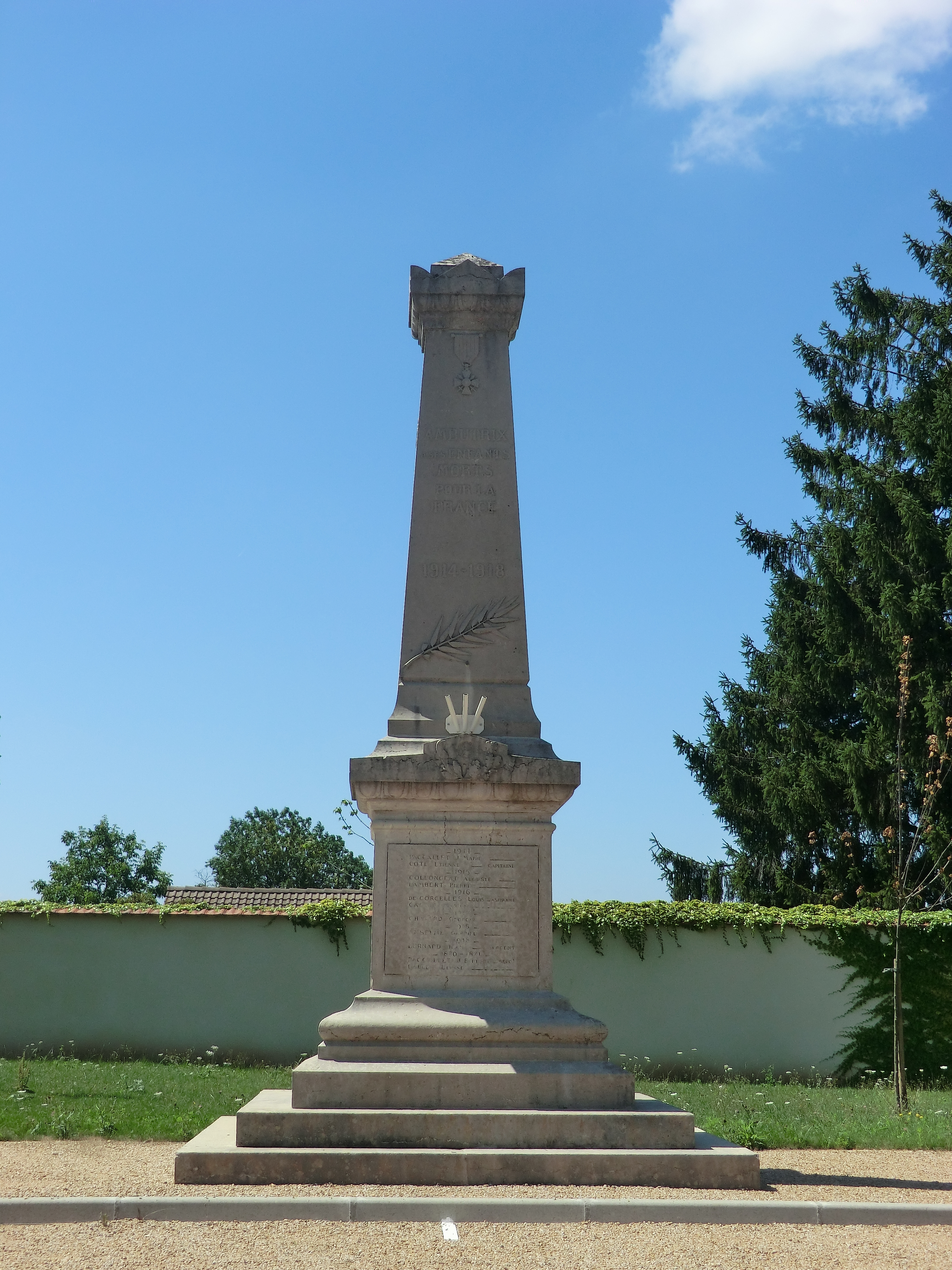
Gefallenendenkmal

| Jahr                       | 1962 | 1968 | 1975 | 1982 | 1990 | 1999 | 2008 | 2017 |
| -------------------------- | ---- | ---- | ---- | ---- | ---- | ---- | ---- | ---- |
| Einwohner                  | 293  | 327  | 353  | 405  | 595  | 586  | 657  | 752  |
| Quellen: Cassini und INSEE |      |      |      |      |      |      |      |      |